# Roman Płaczinta
Roman Aleksandrowicz Płaczinta (ros. Роман Александрович Плачинта; ur. 3 lipca 1973 r.) – rosyjski kulturysta. Mistrz Rosji w kulturystyce oraz mistrz świata w kulturystyce klasycznej.

## Życiorys
Uprawia kulturystykę od 1988 roku, a w zawodach startuje od 1992. W 1993 uzyskał tytuł Zasłużonego Mistrza Sportu ZSRR. Tego samego roku po raz pierwszy wziął udział w Pucharze Rosji federacji FBBR (ФББР): w kategorii juniorów powyżej 80 kg zajął drugie miejsce. W 2004 roku został mistrzem obwodu królewieckiego w kulturystyce mężczyzn powyżej 95 kg. W sukcesy Płaczinty obfitował rok 2007: został absolutnym zwycięzcą Pucharu Rosji federacji FBBR, uhonorowano go złotym medalem w kategorii mężczyzn powyżej 178 cm, a w zawodach organizowanych przez obwód królewiecki zwyciężył w kategorii mężczyzn do 100 kg oraz ogólnej.
W 2008 Płaczinta zajął pierwsze miejsce w kategorii mężczyzn powyżej 180 cm na Mistrzostwach Świata w Kulturystyce Klasycznej federacji IFBB. Tego roku w moskiewskich zawodach „Imperium Fitnessu” („Империя Фитнеса”) nagrodzono go srebrnym medalem w kategorii generalnej.
Żonaty, pracuje jako trener. Prowadzi siłownię „Plachinta Gym” i szkoli zawodowych kulturystów. Mieszka w Królewcu.